# Entephria ravaria
Entephria ravaria là một loài bướm đêm trong họ Geometridae.